# Jason Pominville
Jason John Pominville (* 30. November 1982 in Repentigny, Québec) ist ein ehemaliger US-amerikanisch-kanadischer Eishockeyspieler. Zwischen 2003 und 2019 bestritt der rechte Flügelstürmer über 1000 Partien für die Buffalo Sabres und Minnesota Wild in der National Hockey League (NHL). Den Großteil dieser Zeit verbrachte er bei den Sabres, die er auch als Kapitän anführte.

## Karriere

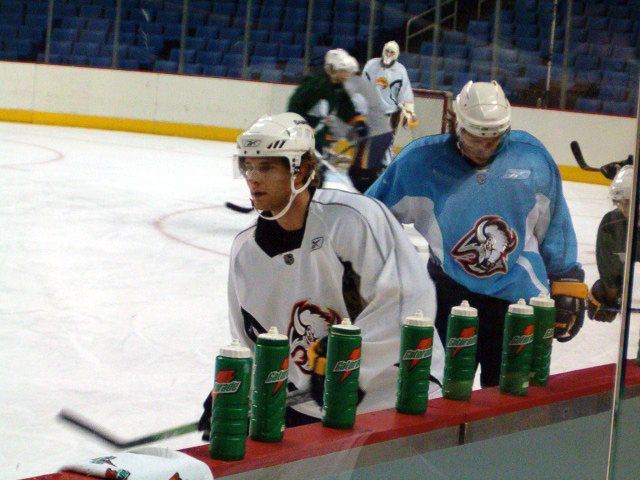
Jason Pominville im Trainingsdress der Buffalo Sabres.

Pominville begann seine Laufbahn bei den Shawinigan Cataractes in der Ligue de hockey junior majeur du Québec. Dort machte der Angreifer, der zu dieser Zeit in der zweiten Angriffsformation der Cataractes spielte, in seiner dritten Spielzeit auf sich aufmerksam, als er in 71 Spielen 46 Tore erzielte und weitere 67 vorbereitete. Während des NHL Entry Draft 2001 wurde er von den Buffalo Sabres in der zweiten Runde an 55. Stelle ausgewählt, da seine Offensivstärke und sein Auge für den Nebenmann die Verantwortlichen aus Buffalo überzeugten. Diese Saison wurde außerdem mit einer Einladung zum Trainingslager für die Junioren-Weltmeisterschaft 2002 gekrönt, allerdings schaffte er es nicht in den Kader.
Nach dem Draft blieb noch eine weitere Saison bei seinem Juniorenteam und bestätigte seine Vorjahresleistung, bevor Pominville eine Spielzeit später in den Kader der Rochester Americans berufen wurde. In seiner ersten Profi-Saison beim Farmteam der Sabres in der American Hockey League erzielte er 34 Scorerpunkte und erreichte eine Bilanz von 16 Strafminuten. In der folgenden Saison gelang dem Stürmer der Durchbruch im Profibereich, indem er nicht nur in der NHL debütierte, sondern auch 64 Scorerpunkte in 66 Saisonspielen und weitere 19 Punkte in 16 Play-off-Spielen erzielte. Aufgrund des Lockout folgte ein weiteres Jahr in Rochester, wo er die seine Vorjahresleistung erneut verbesserte.
In der Saison 2005/06 wurde er fester Bestandteil des Kaders der Sabres und erzielte 18 Tore bei 12 Vorlagen in 57 Spielen, nachdem er zu Beginn der Spielzeit noch im Kader der Amerks stand. In den Play-offs um den Stanley Cup gelang Pominville sein erster NHL-Hattrick im zweiten Spiel der ersten Runde gegen die Philadelphia Flyers. Im weiteren Verlauf der Play-offs erzielte er in Spiel fünf der Serie gegen die Ottawa Senators das spiel- und serienentscheidende Tor in Unterzahl in der Verlängerung. Dies war die erste Play-off-Runde in der langen Geschichte der NHL, die durch ein Tor in Unterzahl in der Verlängerung entschieden wurde.
Aufgrund des NHL-Lockouts war er 2012 für die Adler Mannheim aus der Deutschen Eishockey Liga aktiv. Zur Trade Deadline am 3. April 2013 wurde er zu den Minnesota Wild transferiert.
Nach vier Jahren bei den Wild kehrte Pominville im Juni 2017 nach Buffalo zurück, als er samt Marco Scandella und einem Viertrunden-Wahlrecht im NHL Entry Draft 2018 an die Sabres abgegeben wurde. Im Gegenzug wechselten Tyler Ennis, Marcus Foligno und ein Drittrunden-Wahlrecht für den gleichen Draft nach Minnesota. Im November 2018 absolvierte Pominville sein insgesamt 1000. Spiel der regulären Saison in der NHL.
Im Sommer 2019 wurde sein auslaufender Vertrag in Buffalo nicht verlängert, was in der Folge das Ende seiner aktiven Karriere bedeutete. Insgesamt hatte Pominville 1060 NHL-Partien bestritten und dabei 727 Scorerpunkte verzeichnet.

### International
2008 nahm er erstmals an einer Weltmeisterschaft teil, als er für das Team USA fünf Scorerpunkte in sieben Spielen erzielte.

## Erfolge und Auszeichnungen
| - 2001 Teilnahme am CHL Top Prospects Game - 2002 Trophée Frank J. Selke - 2002 LHJMQ First All-Star-Team | - 2002 CHL Third All-Star-Team - 2012 Teilnahme am NHL All-Star Game |

## Karrierestatistik

### International
Vertrat die USA bei:
- Weltmeisterschaft 2008

(Legende zur Spielerstatistik: Sp oder GP = absolvierte Spiele; T oder G = erzielte Tore; V oder A = erzielte Assists; Pkt oder Pts = erzielte Scorerpunkte; SM oder PIM = erhaltene Strafminuten; +/− = Plus/Minus-Bilanz; PP = erzielte Überzahltore; SH = erzielte Unterzahltore; GW = erzielte Siegtore; 1 Play-downs/Relegation; Kursiv: Statistik nicht vollständig)